# Kanton Londinières
Kanton Londinières is een voormalig kanton van het Franse departement Seine-Maritime. Het kanton maakte deel uit van het arrondissement Dieppe. Het werd opgeheven bij decreet van 27 februari 2014 met uitwerking in maart 2015.

## Gemeenten
Het kanton Londinières omvatte de volgende gemeenten:
- Bailleul-Neuville
- Baillolet
- Bures-en-Bray
- Clais
- Croixdalle
- Fréauville
- Fresnoy-Folny
- Grandcourt
- Londinières (hoofdplaats)
- Osmoy-Saint-Valery
- Preuseville
- Puisenval
- Sainte-Agathe-d'Aliermont
- Saint-Pierre-des-Jonquières
- Smermesnil
- Wanchy-Capval